# Duomo di Gradisca d'Isonzo
Il duomo di Gradisca d'Isonzo dedicato ai santi Pietro e Paolo è la principale chiesa di Gradisca d'Isonzo; prima del 1789 era dedicato a san Salvatore. Nel 1788 divenne la cattedrale della nuova diocesi di Gradisca.
La facciata risale al 1752 ed è progetto di Paolo Zuliani.
All'interno di particolare importanza la cappella di Sant'Anna con stucchi barocchi ed in fondo a destra la cappella dei Torriani con il monumento funebre di Nicolò della Torre del 1557, con il defunto raffigurato sul sarcofago come guerriero.